# Le Secret de la grotte
Pour plus de détails, voir Fiche technique et Distribution.
Le Secret de la grotte est un téléfilm franco-belge réalisé par Christelle Raynal d'après un scénario de Florence Philipponnat et Olivier Berclaz, et diffusé en Belgique le 9 février 2023 sur La Une et en France le 11 mars 2023 sur France 3.
Ce polar est une coproduction d'Adrénaline, France Télévisions, Be-FILMS et la RTBF (télévision belge).

## Synopsis

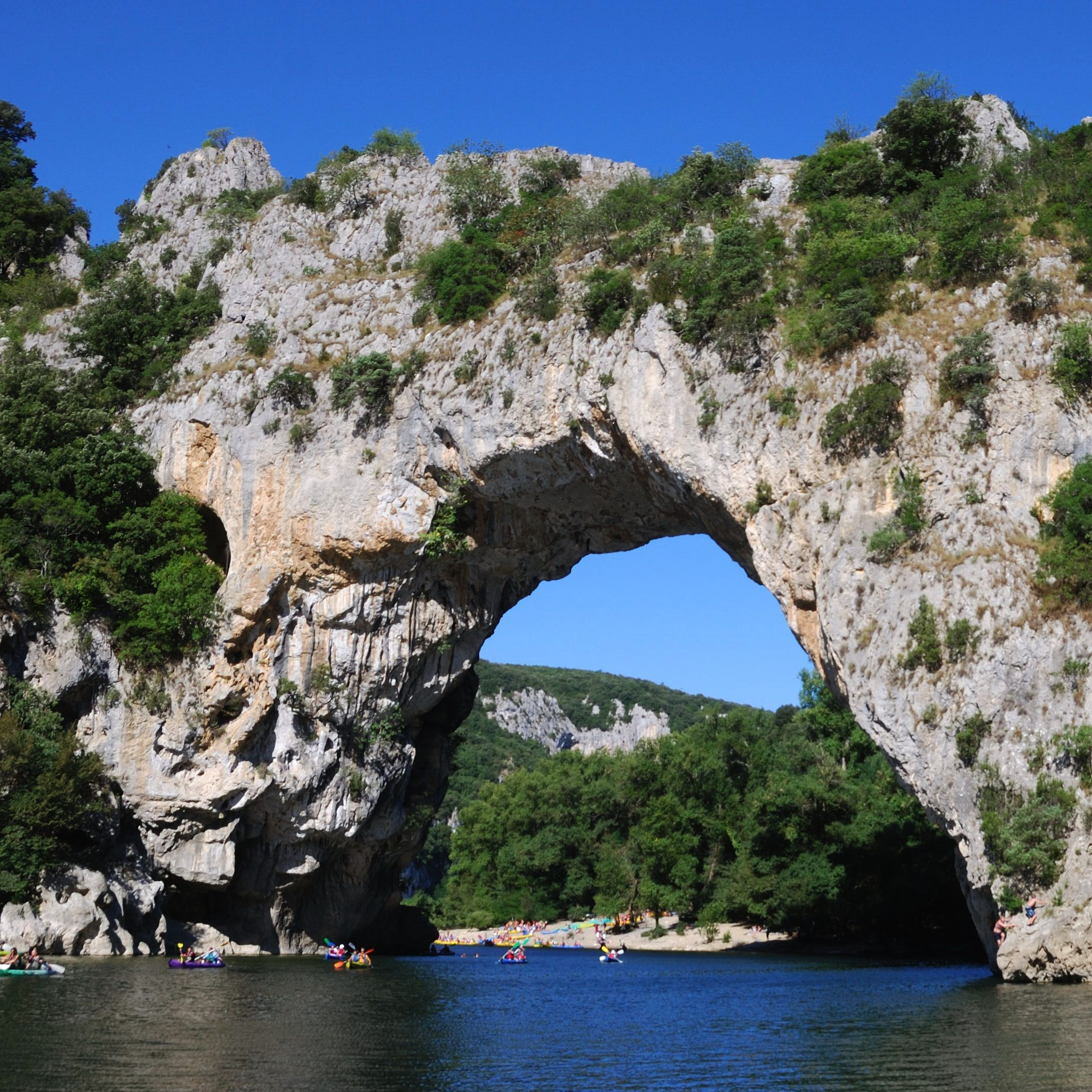
Le pont d'Arc.

De jeunes kayakistes faisant la descente de l'Ardèche font un arrêt à quelques mètres du pont d'Arc, sur la commune de Vallon-Pont-d'Arc, et découvrent le corps d'un homme assassiné, agenouillé dans une position de pénitence.
Le commandant de gendarmerie Vernon confie l'enquête au capitaine Riad Lekcir et à son homologue Manon Ferret-Duval, de la section de recherches de Grenoble, mais la collaboration entre les deux officiers s'annonce très difficile car, en 1997, à l'époque de la découverte de la grotte Chauvet, Kamel, le frère aîné de Riad, a été arrêté et accusé d'avoir tué les parents de Manon, alors âgée de 8 ans, et s'est suicidé durant sa garde à vue.
L'homme assassiné, Paul Cousin, est précisément un des trois inventeurs de la grotte Chauvet et le président du musée de la grotte : l'enquête révèle qu'il a été tué avec une lame en silex taillé vieille de 36 000 ans (soit l'âge de la grotte), semblable à 8 autres lames conservées au musée.
Quelque temps plus tard, Xavier Berg, qui faisait lui aussi partie du trio qui a découvert la grotte en 1997, est retrouvé assassiné, également agenouillé dans une position de pénitence en face de la grotte.
Le mystère s'épaissit encore lorsque les deux capitaines découvrent que le troisième inventeur de la grotte, Serge Locatelli, est mort d'une tumeur 3 mois plus tôt en laissant une lettre où il révèle que le jeune Kamel Lekcir était aux côtés de Cousin, Berg et Locatelli lors de la découverte de la grotte Chauvet, la veille de son suicide.
Un lourd secret lie la découverte de la grotte Chauvet, l'assassinat des parents de Manon, le suicide de Kamel durant sa garde à vue, les lames en silex de la préhistoire et les assassinats de Paul Cousin et de Xavier Berg.

## Fiche technique
Sauf indication contraire, les informations mentionnées dans cette section peuvent être confirmées par les bases de données cinématographiques IMDb et Allociné,  présentes dans la section « Liens externes ».
- Titre français : Le Secret de la grotte
- Réalisation : Christelle Raynal[1],[2],[3]
- Scénario : Florence Philipponnat et Olivier Berclaz[1],[2],[3]
- Musique : Baptiste Colleu et Pierre Colleu[2],[3]
- Décors : Régis Nicolino
- Costumes : Agnès Falque
- Photographie : Éric Guichard
- Son : Yves Leveque
- Montage : Aurélien Dupont
- Production : Charles et Guillaume Bernard[1]
- Sociétés de production : Adrénaline, France Télévisions, Be-FILMS, RTBF[4],[1]
- Pays de production :  France /  Belgique
- Langue originale : français
- Format : couleur
- Genre : Drame, Policier
- Durée : 90 minutes[1]
- Dates de première diffusion :
  - Belgique : 9 février 2023 sur La Une[2],[3],[5],[6]
  - France : 11 mars 2023 sur France 3

## Distribution

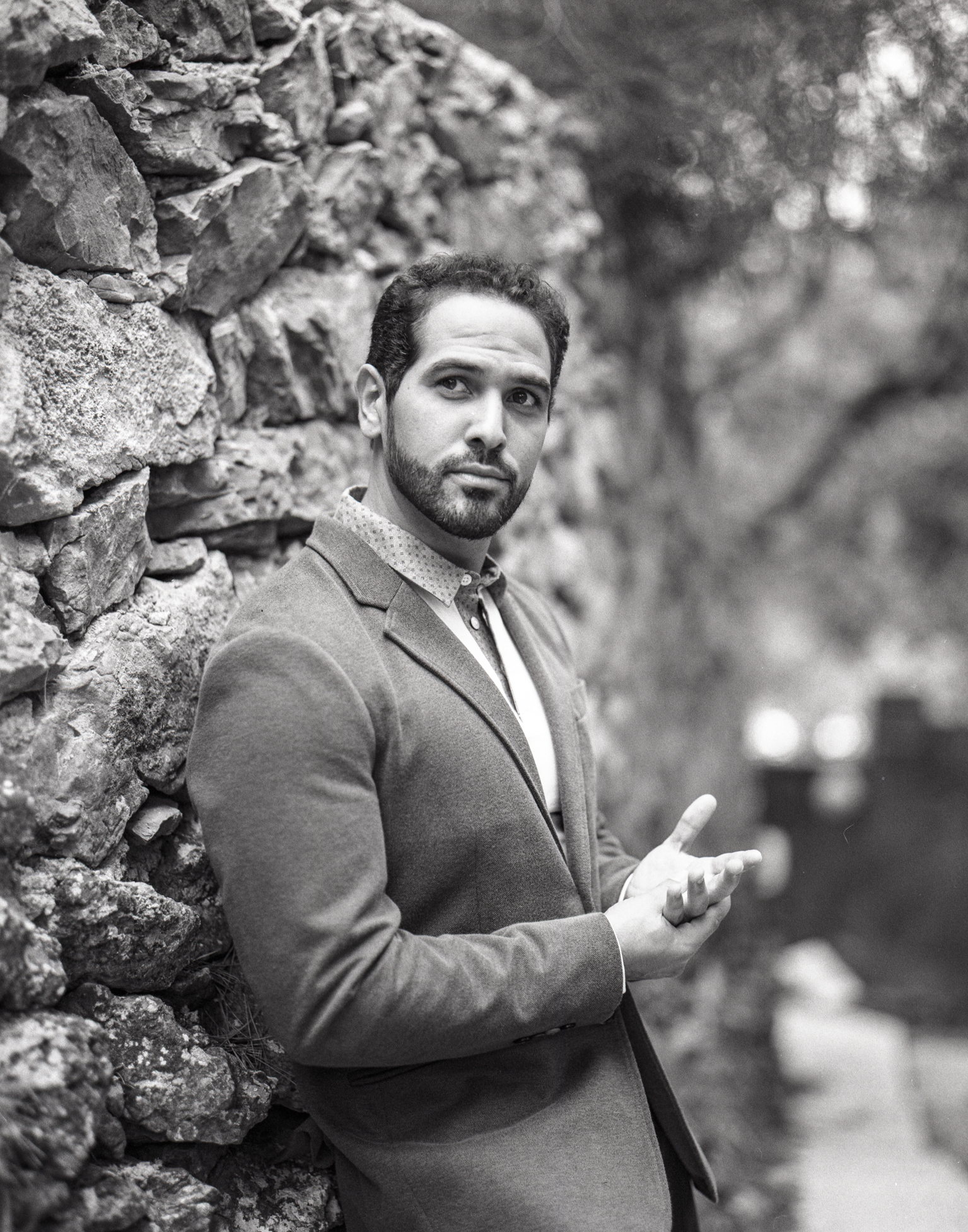
Samy Gharbi.

### Famille Ferret-Duval
- Élodie Varlet : capitaine Manon Ferret-Duval, de la section de recherches de Grenoble
- Catherine Davenier : Nathalie Ferret, la mère adoptive de Manon
- Serge Riaboukine :  Étienne Ferret, le père adoptif de Manon
- Guillaume Bouchède : Vincent Ferret, le demi-frère de Manon

### Famille Lekcir
- Samy Gharbi : capitaine de gendarmerie Riad Lekcir
- Baya Belal : Louarda Lekcir
- Slimane Benaïssa : Ali Lekcir
- Lilou Siauvaud : Rose Lekcir
- Sofia Ghoul : Luna Leckir

### Gendarmerie
- Franck Adrien : commandant Arnaud Vernon
- Nicolas De Broglie : Tom Balandreau
- Stana Roumillac : Sarah Parant
- Pasquale d'Inca : Hervé Leroy, inspecteur en 1997

### Autres personnages
- Anne Girouard : Élise Perrot, spécialiste de la préhistoire
- Éric Savin : Xavier Berg, le deuxième inventeur de la grotte Chauvet
- Carole Richert : Hélène Berg, la directrice du musée de la grotte

## Production

### Genèse et développement
Ce polar est une coproduction d'Adrénaline, France Télévisions, Be-FILMS et la RTBF (télévision belge), réalisée avec la participation de TV5 Monde et de la Radio télévision suisse (RTS).
Le scénario est de la main de Florence Philipponnat et Olivier Berclaz, et la réalisation est assurée par Christelle Raynal.
La production est assurée par Charles et Guillaume Bernard pour Adrénaline et France Télévisions.

### Attribution des rôles
Le téléfilm rassemble deux acteurs qui se sont illustrés dans des soap operas français : Samy Gharbi, acteur phare de Demain nous appartient, et Élodie Varlet, actrice de Plus belle la vie.
Quand David Hainaut, du magazine Moustique, lui demande comment il a décroché ce rôle, Samy Gharbi répond : « Grâce à un rôle secondaire que j'ai tenu l'an dernier dans un autre téléfilm, Mise à nu, déjà pour France Télévisions. Qui a visiblement plu à la production, puisqu'elle m'a rappelé. Et vu que ce scénario était génial, j'ai accepté sans me poser de questions. Car c'est pour moi un polar original, où il y a un rapport conflictuel pertinent avec mon binôme féminin. Et une intrigue bien écrite ». Évoquant Demain nous appartient, l'acteur précise : « quand on joue dans une série qui dépasse mille épisodes, c'est important de s'aérer à côté et de capter d'autres énergies ».
À la journaliste Aurélie Parisi du quotidien La DH Les Sports+ qui lui demande si elle connaissait Samy Gharbi avant de tourner à ses côtés, Élodie Varlet répond : « Non, je l'ai rencontré sur le tournage. C'est un super partenaire. On était sur la même longueur d'onde ». Elle précise encore : « Le tournage est arrivé assez vite après la fin de Plus belle la vie. Je n'ai pas eu le temps de prendre beaucoup de recul pour rencontrer des policiers ou autres. Mais, cinq ans auparavant, j'avais déjà eu l'occasion de jouer une commissaire. J'en savais déjà donc un peu sur le métier. Le boulot que j'ai dû faire était plutôt du côté personnel. Ce que Manon vit est complexe à faire comprendre. Comme ce téléfilm est basé sur une histoire vraie, je me suis donc davantage renseignée là-dessus ».
Quand David Barbet, du magazine Télépro lui demande si elle pense qu'on puisse revoir le duo d'enquêteurs dans une suite, Élodie Varlet répond : « Honnêtement, sur le tournage, on se disait qu'on devait faire une suite. Nos personnages pourraient être récurrents. C'est un bon duo de flics sur le long terme ».

### Tournage
Le tournage se déroule du 19 octobre au 16 novembre 2022 en Ardèche, notamment à Vallon-Pont-d'Arc, à Vagnas, au cirque de Gens et dans la Grotte Chauvet 2.

## Accueil

### Diffusions et audience
En Belgique, le téléfilm, diffusé le 9 février 2023 sur La Une, est regardé par 299 986 téléspectateurs. L'audience tous écrans sur 7 jours est de 381 047 téléspectateurs et de 24,8 % de part de marché.
En France, le téléfilm, diffusé le 11 mars 2023 sur France 3, est regardé par 4 505 000 téléspectateurs soit 22,4 % de part d'audience.

### Accueil critique
Pour le magazine belge Télépro, les « visages phares de Plus belle la vie et Demain nous appartient, Élodie Varlet et Samy Gharbi se donnent la réplique dans cette fiction policière de bonne facture ».